# هایکاز کوستانیان
هایکاز آرشاکی کوستانیان (ارمنی: Հայկազ Արշակի Կոստանյան؛ زادهٔ ۱۸۹۷ - درگذشته ۲۱ آوریل ۱۹۳۸) یک سیاست‌مدار اهل ارمنستان که بین سال‌های ۱۹۲۰ تا ۱۹۲۱ میلادی وزیر کار و امور اجتماعی ارمنستان شوروی بود. وی از سال ۱۹۱۶ عضو حزب کمونیست اتحاد شوروی بود. کوستانیان در مدرسه نرسیسیان تحصیل نمود. وی یکی از قربانیان ارمنی در پاکسازی بزرگ بود.